# Islanda all'Eurovision Song Contest
L'Islanda ha debuttato all'Eurovision Song Contest 1986. Come migliori risultati, ha ottenuto due secondi posti, uno nel 1999 e l'altro nel 2009, a dieci anni di distanza l'uno dall'altro.
È l'unico paese nordico a non avere ancora vinto l'evento. Nel 2005, per la prima volta dall'introduzione di una semifinale, non riesce a qualificarsi per la serata finale.

## Partecipazioni
- Primo posto
- Secondo posto
- Terzo posto
- Ultimo posto

| Anno                            | Artista                  | Canzone               | Lingua            | Posizione           | Posizione           | Posizione                | Posizione                |
| Anno                            | Artista                  | Canzone               | Lingua            | Finale              | Punti               | Semi                     | Punti                    |
| ------------------------------- | ------------------------ | --------------------- | ----------------- | ------------------- | ------------------- | ------------------------ | ------------------------ |
| 1986                            | ICY                      | Gleðibankinn          | Islandese         | 16º                 | 19                  | Niente semifinali        | Niente semifinali        |
| 1987                            | Halla Margrét Árnadóttír | Hægt og hljótt        | Islandese         | 16º                 | 28                  | Niente semifinali        | Niente semifinali        |
| 1988                            | Beathoven                | Þú og þeir (Sókrates) | Islandese         | 16º                 | 20                  | Niente semifinali        | Niente semifinali        |
| 1989                            | Daníel Ágúst             | Það sem enginn sér    | Islandese         | 22º                 | 0                   | Niente semifinali        | Niente semifinali        |
| 1990                            | Stjórnin                 | Eitt lag enn          | Islandese         | 4º                  | 124                 | Niente semifinali        | Niente semifinali        |
| 1991                            | Stefán & Eyfi            | Nína                  | Islandese         | 15º                 | 26                  | Niente semifinali        | Niente semifinali        |
| 1992                            | Heart 2 Heart            | Nei eða já            | Islandese         | 7º                  | 80                  | Niente semifinali        | Niente semifinali        |
| 1993                            | Inga                     | Þá veistu svarið      | Islandese         | 13º                 | 42                  | Niente semifinali        | Niente semifinali        |
| 1994                            | Sigga                    | Nætur                 | Islandese         | 12º                 | 49                  | Niente semifinali        | Niente semifinali        |
| 1995                            | Bo Halldórsson           | Núna                  | Islandese         | 15º                 | 31                  | Niente semifinali        | Niente semifinali        |
| 1996                            | Anna Mjöll               | Sjúbídú               | Islandese         | 16º                 | 51                  | 10º                      | 49                       |
| 1997                            | Paul Oscar               | Minn hinsti dans      | Islandese         | 20º                 | 19                  | Niente semifinali        | Niente semifinali        |
| Nessuna partecipazione nel 1998 |                          |                       |                   |                     |                     | Niente semifinali        | Niente semifinali        |
| 1999                            | Selma                    | All Out of Luck       | Inglese           | 2º                  | 146                 | Niente semifinali        | Niente semifinali        |
| 2000                            | August & Telma           | Tell Me               | Inglese           | 12º                 | 45                  | Niente semifinali        | Niente semifinali        |
| 2001                            | Two Tricky               | Angel                 | Inglese           | 22º                 | 3                   | Niente semifinali        | Niente semifinali        |
| Nessuna partecipazione nel 2002 |                          |                       |                   |                     |                     | Niente semifinali        | Niente semifinali        |
| 2003                            | Birgitta Haukdal         | Open Your Heart       | Inglese           | 8º                  | 81                  | Niente semifinali        | Niente semifinali        |
| 2004                            | Jónsi                    | Heaven                | Inglese           | 19º                 | 16                  | Top 11 l'anno precedente | Top 11 l'anno precedente |
| 2005                            | Selma                    | If I Had Your Love    | Inglese           | Non qualificata     | Non qualificata     | 16º                      | 52                       |
| 2006                            | Silvía Night             | Congratulations       | Inglese           | Non qualificata     | Non qualificata     | 13º                      | 62                       |
| 2007                            | Eiríkur Hauksson         | Valentine Lost        | Inglese           | Non qualificata     | Non qualificata     | 13º                      | 77                       |
| 2008                            | Euroband                 | This Is My Life       | Inglese           | 14º                 | 64                  | 8º                       | 68                       |
| 2009                            | Yohanna                  | Is It True?           | Inglese           | 2º                  | 218                 | 1º                       | 174                      |
| 2010                            | Hera Björk               | Je ne sais quoi       | Inglese, francese | 19º                 | 41                  | 3º                       | 123                      |
| 2011                            | Sigurjón's Friends       | Coming Home           | Inglese           | 20º                 | 61                  | 4º                       | 100                      |
| 2012                            | Greta Salóme & Jónsi     | Never Forget          | Inglese           | 20º                 | 46                  | 8º                       | 75                       |
| 2013                            | Eythor Ingi              | Ég á líf              | Islandese         | 17º                 | 47                  | 6º                       | 72                       |
| 2014                            | Pollapönk                | No Prejudice          | Inglese           | 15º                 | 58                  | 8º                       | 61                       |
| 2015                            | María Ólafsdóttir        | Unbroken              | Inglese           | Non qualificata     | Non qualificata     | 15º                      | 14                       |
| 2016                            | Greta Salóme             | Hear Them Calling     | Inglese           | Non qualificata     | Non qualificata     | 14º                      | 51                       |
| 2017                            | Svala                    | Paper                 | Inglese           | Non qualificata     | Non qualificata     | 15º                      | 60                       |
| 2018                            | Ari Ólafsson             | Our Choice            | Inglese           | Non qualificata     | Non qualificata     | 19º                      | 15                       |
| 2019                            | Hatari                   | Hatrið mun sigra      | Islandese         | 10º                 | 234                 | 3º                       | 221                      |
| 2020                            | Daði & Gagnamagnið       | Think About Things    | Inglese           | Edizione cancellata | Edizione cancellata | Edizione cancellata      | Edizione cancellata      |
| 2021                            | Daði & Gagnamagnið       | 10 Years              | Inglese           | 4º                  | 378                 | 2º                       | 288                      |
| 2022                            | Systur                   | Með hækkandi sól      | Islandese         | 23º                 | 20                  | 10º                      | 103                      |
| 2023                            | Diljá                    | Power                 | Inglese           | Non qualificata     | Non qualificata     | 11º                      | 44                       |
| 2024                            | Hera Björk               | Scared of Heights     | Inglese           | Non qualificata     | Non qualificata     | 15º                      | 3                        |
| 2025                            | Væb                      | Róa                   | Islandese         | 25º                 | 33                  | 6º                       | 97                       |

Note:
- Se un paese vince l'edizione precedente, non deve competere nelle semifinali nell'edizione successiva. Inoltre, dal 2004 al 2007, i primi dieci paesi che non erano membri dei Big 4 non dovevano competere nelle semifinali nell'edizione successiva. Se, ad esempio, Germania e Francia si collocavano tra i primi dieci, i paesi che si erano piazzati all'11º e al 12º posto avanzavano alla serata finale dell'edizione successiva insieme al resto della top 10.

## Statistiche di voto
Fino al 2025, le statistiche di voto dell'Islanda sono:
| # | Stato     | Punti |
| - | --------- | ----- |
| 1 | Svezia    | 297   |
| 2 | Danimarca | 200   |
| 3 | Norvegia  | 196   |
| 4 | Francia   | 146   |
| 5 | Finlandia | 127   |

| # | Stato       | Punti |
| - | ----------- | ----- |
| 1 | Svezia      | 142   |
| 2 | Danimarca   | 141   |
| 3 | Norvegia    | 133   |
| 4 | Regno Unito | 100   |
| 5 | Finlandia   | 90    |

| # | Stato      | Punti |
| - | ---------- | ----- |
| 1 | Svezia     | 377   |
| 2 | Norvegia   | 279   |
| 3 | Danimarca  | 276   |
| 4 | Finlandia  | 232   |
| 5 | Portogallo | 162   |

| # | Stato     | Punti |
| - | --------- | ----- |
| 1 | Danimarca | 239   |
| 2 | Svezia    | 226   |
| 3 | Finlandia | 215   |
| 4 | Norvegia  | 199   |
| 5 | Spagna    | 155   |